# بيتي فوسيل
بيتي فوسيل (بالإنجليزية: Betty Fussell)‏ هي كاتِبة أمريكية، ولدت في 28 يوليو 1927 في ريفرسايد في الولايات المتحدة.